# Ruine Mittlere Birseck
Bei der Ruine Mittlere Birseck (auch Äussere Birseck genannt) handelt es sich um wenige Reste einer Burg etwa 0,5 km östlich von Arlesheim im Kanton Basel-Landschaft in der Schweiz.

## Lage
Die Ruine befindet sich nördlich vom Schloss Birseck und etwa 100 m südlich der Ruine Hintere Birseck. Von der Ruine sind Reste des Rundturms und Spuren eines Nebengebäudes im Süden erhalten. Südlich der Anlage befindet sich der Hohle Felsen und eine Bunkeranlage.

## Geschichte

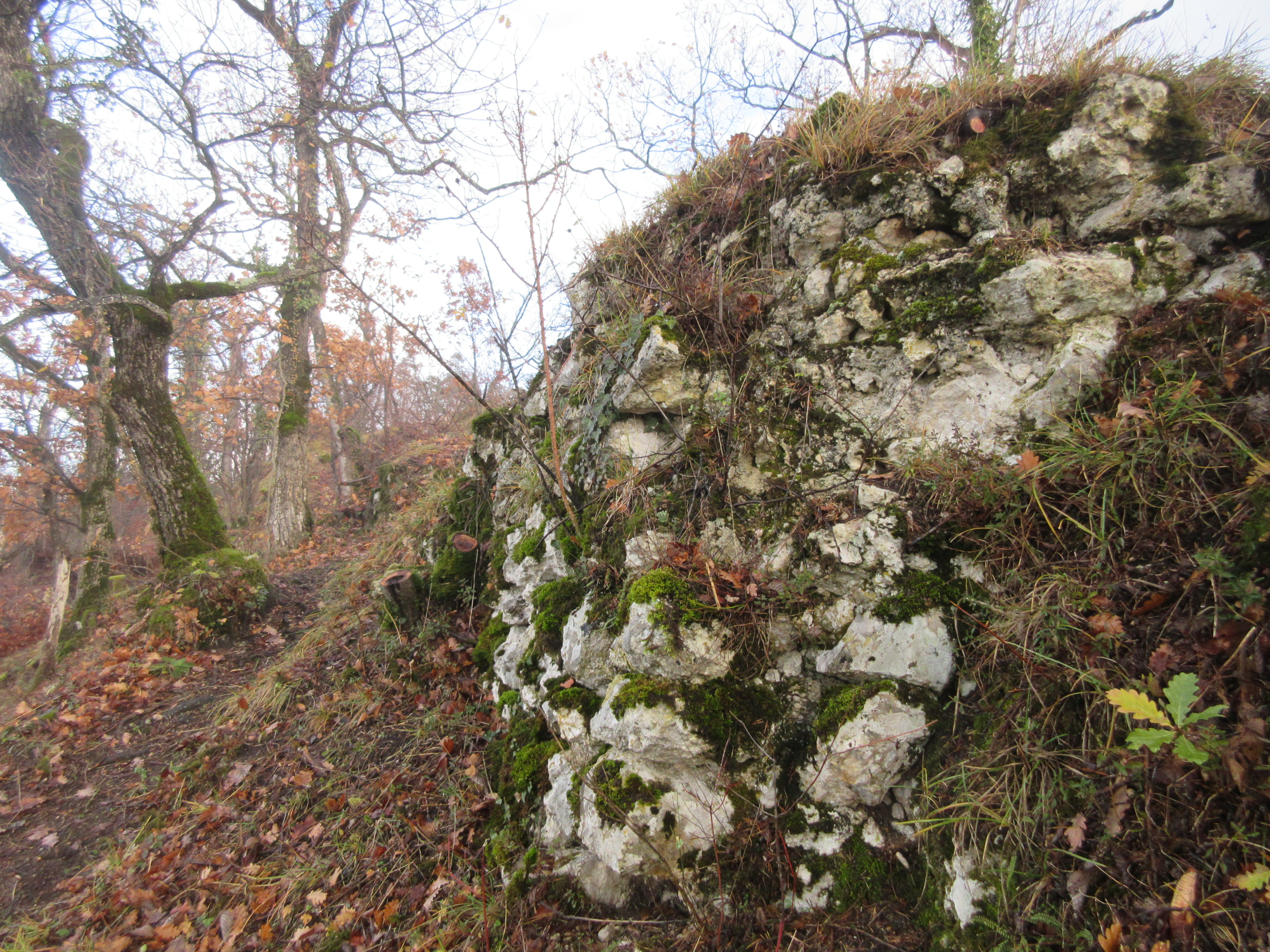
Überreste einer Mauer südlich vom Wachturm.

Über die Entstehung der Burg ist wenig bekannt. In historischen Quellen des 13. Jahrhunderts wird sie als «turris versus Birsecka» (Turm gegen Birseck) bezeichnet. Womöglich wurde sie von den Grafen von Frohburg zusammen mit anderen Anlagen um ca. 1160 errichtet, um ihre Expansion zu stärken. Dagegen wehrte sich der Basler Bischof, bis schließlich um 1245 die Burg Birseck mit anderen Besitztümern in der Umgebung vom Graf Ludewig von Frohburg und seinem Sohn Hartmann an den Hochstift von Basel (Lütold) übergeben wurden. Dabei kam die Mittlere Birseck ebenfalls in den Besitz des Hochstifts. Daraufhin wurden die Burgen an die Familie Reich entlehnt. Die nördliche Burg wurde zu Burg Reichenstein umbenannt.
1292 wurde der Turm der Mittleren Birseck (beim Hohlen Felsen) bereits als verlassen und zerstört bezeichnet.